# لی هارلاین
لی هارلاین (انگلیسی: Leigh Harline؛ ۲۶ مارس ۱۹۰۷ – ۱۰ دسامبر ۱۹۶۹) موسیقی‌دان اهل ایالات متحده آمریکا بود. وی همچنین برنده جوایزی همچون جایزه اسکار بهترین موسیقی فیلم شده‌است.

## گزیده فیلمشناسی
- سفیدبرفی و هفت کوتوله (۱۹۳۷)
- پینوکیو (۱۹۴۰)
- دیوانگان رقص (۱۹۴۳)
- نوکتورن (۱۹۴۶)
- مرد مجرد و دختر جوان (۱۹۴۷)
- تجارت میمون (۱۹۵۲)
- جیب‌بر خیابان جنوبی (۱۹۵۳)
- نیزه شکسته (۱۹۵۴)
- اتوبوس سرگردان (۱۹۵۷)
- وارلاک (۱۹۵۹)
- سفرهای جیمی مک‌فیترز (۱۹۶۳)
- تفنگ‌های دیابلو (۱۹۶۵)